# Humberto González (Boxer)
Humberto González (* 25. März 1966 in Nezahualcóyotl, Mexiko), auch als Chiquita González bekannt, ist ein ehemaliger mexikanischer Halbfliegengewichtsboxer.

## Profikarriere
González begann seine Profikarriere 1984. Er war Rechtsausleger, charakteristisch für seinen Boxstil war aber das häufige Wechseln der Auslage, was auf effektive Weise verhindern sollte, dass sich seine Gegner auf seinen Boxstil einstellen konnte. Er war somit neben Marvin Hagler einer der bekanntesten „Switchhitter“.
Am 25. Juni 1989 wurde er in seinem 25. Profikampf durch einen Punktsieg über den Koreaner Yul Woo Lee in dessen Heimat WBC-Weltmeister. Den Titel verteidigte er anschließend fünf Mal, vor allem gegen den bekannten Koreaner Jung Koo Chang (wird vom Ring Magazine als einer der historisch besten Halbfliegengewichtler bezeichnet), wieder auswärts und nach Punkten.
1990 verlor er den Gürtel jedoch durch KO in der sechsten Runde an dem philippinischen Rechtsausleger Rolando Pasqua, der eine KO-Quote von nur 30 % hatte.
Pasqua verlor den Titel schnell an González’ Landsmann Melchor Cob Castro, von dem wiederum González im Juni 1991 den Gürtel zurückgewinnen konnte.
Nach vier Titelverteidigungen kam es am 13. März 1993 zum langerwarteten Vereinigungskampf mit IBF-Weltmeister Michael Carbajal. González gelangen zwar zwei Niederschläge, er verlor allerdings dennoch den Kampf durch KO in der siebten Runde.
Den Rückkampf im Februar 1994 konnte González jedoch mit einer nie zuvor bei ihm gesehenen Konterstrategie nach Punkten gewinnen. Auch die dritte Begegnung mit Carbajal entschied er für sich.
1995 verlor er seine Titel an den eindimensionalen Thailänder Saman Sorjaturong durch KO und beendete nach dieser Niederlage seine Karriere.
Er galt als außergewöhnlich schlagkräftig und wurde deshalb im Laufe seiner Karriere vom „Ring Magazine“ und seine Schwesterpublikationen häufig mit Mike Tyson verglichen, obgleich er dies in seinen großen Kämpfen selten nachweisen konnte.
Er gewann keinen einzigen großen Kampf durch KO.
2006 fand González Aufnahme in die International Boxing Hall of Fame.